# Reserva marina de Hol Chan
La Reserva marina de Hol Chan (en inglés: Hol Chan Marine Reserve) es una reserva marina cerca de Cayo Ambergris y Cayo Caulker, frente a la costa de Belice. Cubre aproximadamente 18 km² (4.448 acres) de arrecifes de coral, praderas de pastos marinos, y bosque de manglar. Hol Chan es la denominación maya para un "pequeño canal".
En la década de 1980 las poblaciones de peces en el área alrededor de Hol Chan comenzó a escasear y, al mismo tiempo el turismo para los Cayos comenzó a aumentar. Surgieron disputas sobre el acceso a la Hol Chan Cut, un descanso natural en el arrecife, que era una zona de pesca productiva, y también un área popular entre los buceadores y submarinistas. Varias propuestas fueron rechazadas y, a mediados de la década de 1980 comenzó la consulta pública sobre el establecimiento de un área marina protegida. La reserva fue establecida en julio de 1987 con fondos de WWF y USAID, después de que el proyecto de plan de gestión fue aprobado por el Ministerio de Pesca y por los pescadores locales organizados en cooperativa.